# Ritchie Davies
Ritchie Lee Davies (27 november 1971) is een voormalig Welsh darter. De bijnaam van de Welshman luidde Lamb Chop.
In 2003 baarde de onopvallende Welshman opzien door uit het niets de finale van de BDO World Darts Championship (destijds Embassy genoemd) van dat jaar te bereiken. 
Na winst in de eerste ronde tegen Albertino Essers (3-0), versloeg hij in achtereenvolgens in de 2e ronde en de kwartfinale voormalige Embassy-winnaars John Boy Walton (3-0) en Tony David (5-0). Na een overwinning op de Schot Gary Anderson (5-2) werd Davies pas in de finale geklopt door Raymond van Barneveld (6-3 in sets). 
De prestatie was des te opmerkelijker daar hij in zeven eerdere deelnames sinds zijn debuut in 1997 in Frimley Green slechts een keer de eerste ronde wist te overleven, in 2000 versloeg Davies Les Wallace. 
Bij zijn laatste optreden, in 2004, verloor Lamb Chop in de kwartfinale van Mervyn King.
Enkele jaren later besloot Davies te stoppen met professional darten voor de BDO en zich volledig op zijn maatschappelijke carrière te richten.

## Resultaten op Wereldkampioenschappen

### BDO
- 1997: Laatste 32 (verloren van Leo Laurens met 0-3)
- 1998: Laatste 32 (verloren van Colin Monk met 1-3)
- 1999: Laatste 32 (verloren van Chris Mason met 1-3)
- 2000: Laatste 16 (verloren van Colin Monk met 0-3)
- 2001: Laatste 32 (verloren van  John Walton met 1-3)
- 2002: Laatste 32 (verloren van Tony David met 1-3)
- 2003: Runner-up (verloren van Raymond van Barneveld met 3-6)
- 2004: Kwartfinale (verloren van  Mervyn King met 4-5)

### WDF
- 1999: Laatste 16 (verloren van Martin McCloskey met 3-4)
- 2001: Laatste 16 (verloren van Andy Fordham met 3-4)
- 2003: Runner-up (verloren van Raymond van Barneveld met 3-4)